# Anton Wilhelm Solnitz

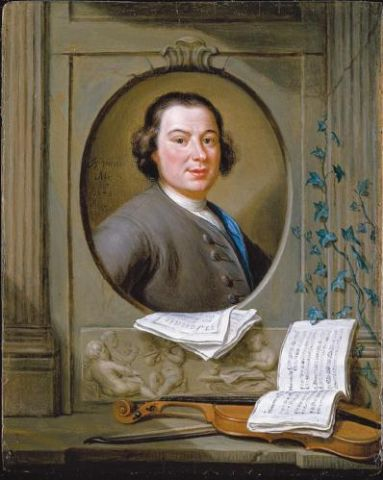
Anton Wilhelm Solnitz. Porträt von Herman van der Mijn

Anton Wilhelm Solnitz (auch: Sollnitz, * um 1708 in Böhmen; † 1752 in Leiden, andere Quellen: * um 1722, † 1752 oder 1753 in Leiden oder Den Haag) war ein deutsch-böhmischer Komponist.

## Leben
Wie sein Landsmann Johann Andreas Kauchlitz Colizzi  (um 1742–1808) wenige Jahrzehnte später hielt sich Solnitz während seines gesamten musikalisch produktiven Lebens in der Niederländischen Republik auf, deren damaliger Reichtum Musiker aus ganz Europa anzog. Er wirkte in Leiden und Den Haag. Für einen bei Fétis und Eitner erwähnten Aufenthalt in Amsterdam gibt es keinen Nachweis. Seine Werke wurden ab 1738 in Amsterdam und Leiden gedruckt. Laut Ernst Ludwig Gerber war er ein starker Meister, der an seiner Trunksucht und verarmt gestorben sein soll.
Ein aus der Hand Herman van der Mijns stammendes Porträt des Künstlers (1743, Öl auf Leinwand, 18,8 × 15 cm) wurde 2005 bei Sotheby’s verkauft.

## Werke (Auswahl)
Solnitzs dreisätzige Sinfonien, die in Nordeuropa weit verbreitet waren, sind von Antonio Vivaldi und Giovanni Battista Sammartini beeinflusst. Die ebenfalls dreisätzigen Kammermusikwerke dokumentieren den Übergang vom barocken zum galanten Stil.
Orchesterwerke
- XII Sinfonie a quatro stromenti und B.c. op.1 (Amsterdam um 1740)
- Sei Sinfonie op.3 (Leiden 1745)
- 11 Konzerte für Flöte und Streicher

Kammermusik
- „Six Sonates“ für 2 Flöten ohne Bass (Amsterdam, um 1740)
- 12 Divertissements op. 2, für 2 Hörner ohne Bass (Amsterdam, um 1740)
- „Six Sonates“ für 2 Violinen und B.c., op.1  (Leiden, 1750)
- „Six Sonates“ für 2 Flöten für 2 Violinen und B.c., op.1  (Leiden, 1750), op.2  (Leiden, 1751)
- 13 Triosonaten für 2 Violinen und B.c.
- 16 Triosonaten für 2 Flöten und B.c.
- 4 Sonaten für 2 Violinen, Viola und Bass